# Benno Reinhard
Benno Reinhard (* 20. Mai 1964 in München) ist ein deutscher Jazzmusiker (Posaune, auch Bassposaune, Tuba und Sousaphon sowie Kontrabass).

## Wirken
Reinhard studierte klassische Musik am Meistersinger-Konservatorium in  Nürnberg; darauf aufbauend studierte er an der Musikhochschule Stuttgart bis zum Diplom 1994 Jazz- und Popularmusik, aber auch Posaunenliteratur bei Armin Rosin. 
Seit 1987 spielte Reinhard mit verschiedensten Bigbands; so war er auf Tourneen mit dem Glenn Miller Memorial-Orchestra und trat auch mit dem Orchester Erwin Lehn auf. Er gehörte zu verschiedenen Swing- und Dixieland-Formationen, spielte aber auch mit der Formation Südpool. Seit 2019 ist er 1. Posaunist der Würth Big Band in Künzelsau und Bassist der Flat Foot Stompers in Stuttgart. Er ist an Plattenaufnahmen mit Dusko Goykovich und dem Landesjugendjazzorchester Bayern, mit Erwin Lehn (Jazz & Swing, 1991) und der Big Band der Musikhochschule Stuttgart, mit den Bourbon Street Ramblers und mit der L. E. - Big Band beteiligt. Daneben wirkte er an Theater- und Musical-Aufführungen mit.
Reinhard lebt in Bönnigheim und arbeitet zudem an den städtischen Musikschulen Weinsberg und Neckarsulm als Instrumentallehrer für tiefe Blechblasinstrumente, Keyboard sowie E-Bass.

## Lexikalische Einträge
- Jürgen Wölfer: Jazz in Deutschland. Das Lexikon. Alle Musiker und Plattenfirmen von 1920 bis heute. Hannibal, Höfen 2008, ISBN 978-3-85445-274-4.

| Personendaten    | Personendaten                                                         |
| ---------------- | --------------------------------------------------------------------- |
| NAME             | Reinhard, Benno                                                       |
| KURZBESCHREIBUNG | deutscher Jazzmusiker (Posaune, auch Bassposaune, Tuba und Sousaphon) |
| GEBURTSDATUM     | 20. Mai 1964                                                          |
| GEBURTSORT       | München                                                               |